# Hôrka nad Váhom
Hôrka nad Váhom (in ungherese Vághorka) è un comune della Slovacchia facente parte del distretto di Nové Mesto nad Váhom, nella regione di Trenčín.